# Fodrum
Fodrum (von lat. fodrum, ,Futter‘) bezeichnet eine vor allem im mittelalterlichen Nord- und Mittel-Italien erhobene Steuer. Ursprünglich handelte es sich dabei auch außerhalb Italiens um das Futter, das durchreisenden Beamten zur Versorgung ihrer Pferde zur Verfügung gestellt werden musste. Unter den Karolingern diente die Abgabe zur Versorgung der Pferde des Königshofs.
In Reichsitalien wurde die Steuer, die der dortige Reichsadel dem Kaiser zu zahlen hatte, als Fodrum bezeichnet. Anfangs wurde sie lediglich einmal zur Kaiserkrönung und damit während der Anwesenheit des Herrschers im Lande fällig. Unter Friedrich Barbarossa wurde das Fodrum im Rahmen seiner allgemeinen stärkeren Einbindung Italiens in das Reich als Regal wahrgenommen und zu einer regelmäßigen Steuer; sie wurde teilweise auch in den Territorien des Kirchenstaates und dort dann später auch vom Papsttum erhoben. So wurde das fodrum regale vorübergehend zur wichtigen Einnahme für die „Reichsverwaltung“ in „Reichsitalien“, um nach den politischen Veränderungen im 14. Jahrhundert zu einem unbedeutenden Relikt abzusinken.